# Дело Ахед Тамими
Дело Ахед Тамими — судебный процесс по обвинению 22-летней палестинской активистки Ахед Тамими, получившей известность насильственными действиями против Армии обороны Израиля, связано с тем, что 30 октября 2023 года в её аккаунте Instagram появилось обращение к израильским «поселенцам» со словами «Мы перережем вас, и вы скажете, что то, что сделал с вами Гитлер, покажется шуткой». 6 ноября 2023 года она была арестована. Активистке инкриминировали «подстрекательство к терроризму».

## Биография Ахед Тамими
Ахед Тамими (араб. عهد التميمي‎ родилась 31 января 2001 года в Наби Салих, Западный берег. Она стала известна по изображениям и видео, в которых она противостоит израильским солдатам. Сторонники Тамими считают её борцом за свободу Палестины, сравнивая её с Малалой Юсуфзай; её критики называют её «манекенщицей интифады» и утверждают, что ею из политических соображений манипулировали родители, научившие её прибегать к насилию.
В декабре 2017 года она была задержана израильскими властями за удары и пощечину, нанесённые военнослужащему. Инцидент был снят на видео, ставшее вирусным и вызвавшее международный интерес и обсуждение. Тамими была приговорена к восьми месяцам тюремного заключения после того, как согласилась на сделку о признании вины, и освобождена 29 июля 2018 года.
В марте 2018 года Ахед Тамими признали виновной в «нападении на солдата ЦАХАЛа, подстрекательстве и вмешательстве в дела сил ЦАХАЛа». Организации Amnesty International и Авааз опубликовали петиции с призывом к ее освобождению. Она отбыла восемь месяцев и была освобождена 29 июля 2018 года. После ее освобождения из тюрьмы Абу Мазен принял ее в своем кабинете. Президент Турции Эрдоган позвонил ей и похвалил за «мужество и стойкость». Премьер-министр Ливана Саад аль-Харири написал в своем аккаунте в Твиттере: «Поздравляем храбрую молодую женщину и всех палестинских бойцов в тюрьмах израильской оккупации, а также весь героический палестинский народ». Ахед Тамими стала популярной среди пропалестинских активистов; её огромный портрет был нанесен на израильский разделительный барьер.

## Предыдущая история аналогичных высказываний
В 2018 году Ахед Тамими обратилась к палестинцам с призывом: «Будь то нападения с ножами, теракты-самоподрывы или метание камней, каждый должен делать свою часть дела, и мы должны объединиться, чтобы наше послание было услышано — что мы хотим освободить Палестину».
После теракта у синагоги в квартале Неве-Яаков в Восточном Иерусалиме 27 января 2023 года, в результате которого 7 евреев были убиты и 10 ранены, Ахед Тамими написала о террористе Алькаме Хайри, совершившем это массовое убийство: «Благословенны твои руки, герой».

## Заявление «Мы выпьем вашу кровь…»

### Публикация
Во время операции «Железные мечи», проводимой Израилем в ответ на вторжение ХАМАС в Израиль 7 октября 2023 года, Ахед Тамими заявила 30 октября в посте в Instagram: «Наше послание стадам поселенцев таково: мы ждем вас во всех городах [Западного] берега, от Хеврона до Дженина. Мы перережем вас, и вы скажете, что то, что сделал с вами Гитлер, покажется шуткой. Мы выпьем вашу кровь и выедим ваши черепа. Давайте, идите, мы вас ждем». Через неделю она была арестована Израилем.

### Арест
6 ноября 2023 года по данным Палестинского агентства новостей (ВАФА) она была задержана Армией обороны Израиля «по подозрению в подстрекательстве к насилию и террористической деятельности».

### Судебное разбирательство
После задержания в деревне Наби Салех её «передали израильским силам безопасности для дальнейшего допроса».

### Освобождение
После трёх недель содержания под стражей была освобождена в рамках сделки между Израилем и ХАМАС по обмену ряда палестинских заключённых на захваченных террористами заложников.

## Общественная реакция
Министр национальной безопасности Израиля Итамар Бен-Гвир отметил: 

Мои похвалы ЦАХАЛу и другим силам безопасности, арестовавшим террористку и «правозащитницу» Ахед Тамими из Наби-Салиха, которая ранее была осуждена за нападение на солдат ЦАХАЛа и с начала войны выражала сочувствие и поддержку нацистам в социальных сетях. Нулевая толерантность к террористам и сторонникам терроризма!
После ареста её мать отрицала, что дочка писала данное сообщение.